# Edward Battel
Edward Battel (fl. XIX secolo) è stato un ciclista su strada e pistard britannico, medaglia di bronzo ai Giochi della I Olimpiade nella corsa in linea.

## Carriera
Partecipò alle gare di ciclismo alle prime Olimpiadi moderne vincendo una medaglia di bronzo, nella corsa in linea, una corsa di 87 km da Atene a Maratona e ritorno, terminando la gara sanguinante e pieno di terra, a causa delle numerose cadute che avvennero in questa competizione.
Si classificò quarto alla cronometro, distanziato dal terzo classificato, l'austriaco Adolf Schmal, di soli due decimi. Gareggiò anche nella 100 kilometri, nella quale si ritirò al 17º km.

### Proteste sul dilettantismo
Battell lavorava all'ambasciata britannica in Grecia. Vi furono delle proteste su di lui e su un altro ciclista, Frederick Keeping, che lavoravano per vivere. Questo faceva sì che "non fossero gentiluomini quindi non potevano essere dilettanti." Lo storico sportivo Mike Price ritiene che "i gentiluomini non venissero pagati, quindi erano veri amatori".